# ストレージクラフト
StorageCraft Technology Corporation（ストレージクラフト テクノロジー コーポレーション）は、米国ユタ州ドレーパーに本社を置く、バックアップ、ディザスタリカバリ、システム管理、仮想化ソフトウェアを開発・提供する企業。日本法人はストレージクラフト テクノロジー合同会社。

## 沿革
1990年代に、StorageCraft, Inc.としてストレージ用ドライバーなどを開発。2003年にShadowStor Inc.と合併し、StorageCraft Technology Corporationが設立される。
最初の数年は、90年代に開発したソフトウェアを使用したツールの開発を行う。
独自のシステムのスナップショット (ファイルシステム)を取得し、元のシステムの代わりに複製したものを実行するShadowMode製品群に属する、ShadowServer、ShadowUser、ShadowSurferの3点をリリース。ShadowServer はサーバーOS用製品、ShadowUserはPC用製品、ShadowSurferは Webブラウジングの際のクッキー（HTTP cookie）やコンピュータウイルスの脅威にフォーカスした製品として市場に展開した。
いくつかの企業がバックアップソフト製品にStorageCraft Technology Corporationの技術を導入していたことから、独自スナップショットドライバを使用した自社製バックアップ製品の開発に踏み切る。
2005年、自社製バックアップ製品ShadowProtectをリリース。以降、ShadowProtectシリーズとして、様々なバックアップ製品を展開する。また、代理店経由で日本市場にも展開を開始する。
2011年、日本法人設立。
2013年、アイルランド・コーク市に国際事業本部を設立。
2015年、ユタ州ドレーパーに新社屋設立。

## 製品
- StorageCraft Recover-Ability
- ShadowProtectシリーズ
- ShadowProtect SPX
- StorageCraft ShadowControl
- ShadowProtect ImageManager